# Keljonsaari
Keljonsaari är en ö i Finland. Den ligger i sjön Keljonjärvi och i kommunen Kangasala i den ekonomiska regionen Tammerfors och landskapet Birkaland, i den södra delen av landet, 150 km norr om huvudstaden Helsingfors. Öns area är 0,9 hektar och dess största längd är 150 meter i sydöst-nordvästlig riktning.